# Hymenophyllum umbratile
Hymenophyllum umbratile là một loài thực vật có mạch trong họ Hymenophyllaceae. Loài này được Diem & J.S. Licht. miêu tả khoa học đầu tiên.